# George Frederick Ruxton

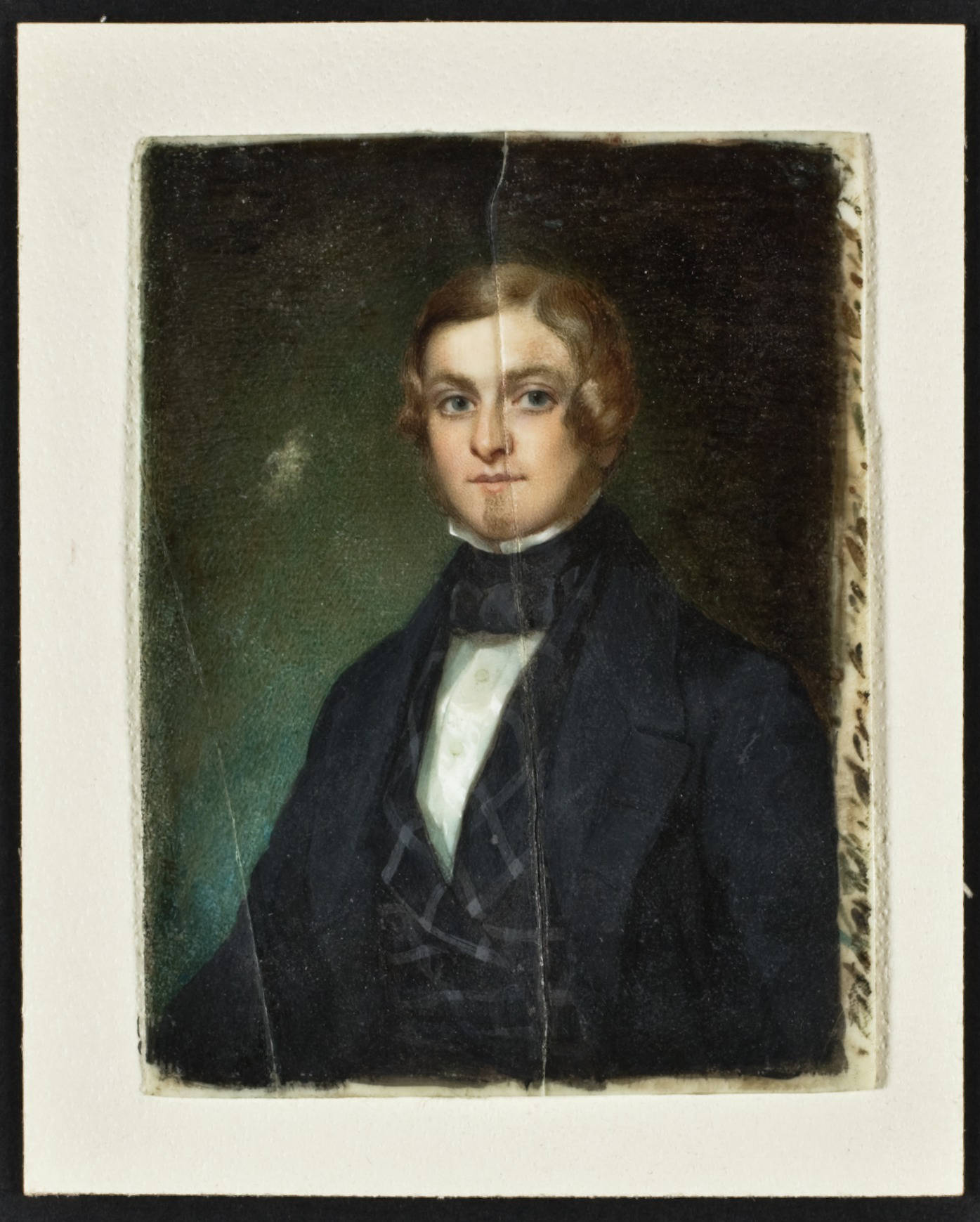
George Frederick Ruxton, Miniaturporträt

George Frederick Augustus Ruxton (* 24. Juli 1821 in Oxfordshire; † 29. August 1848 in St. Louis) war ein britischer Reiseschriftsteller.

## Leben
Ruxton war väterlicherseits irischer, mütterlicherseits schottischer Abstammung. Als 17-Jähriger meldete er sich freiwillig um als Cornet der Lancers der British Auxiliary Legion im Ersten Karlistenkrieg zu kämpfen und wurde für seine Leistungen bei den Kämpfen um die Brücke von Belascoáin (29. April–1. Mai 1839) mit dem spanischen Ferdinandsorden I. Klasse ausgezeichnet. Er trat dann als Ensign des 89th Regiment of Foot in die British Army ein und wurde nach Kanada abkommandiert. 1843 schied er im Rang eines Lieutenant aus dem Armeedienst aus und betätigte sich für eine Weile als Jäger in Oberkanada, zusammen mit örtlichen Indianern und Trappern, bevor er nach England zurückkehrte.
Er reiste nach Afrika und plante eine Durchquerung entlang des südlichen Wendekreises, was aber von den britischen Behörden boykottiert wurde. So unternahm Ruxton als britischer und später mexikanischer Handelsemissär waghalsige Reisen im Norden Mexikos und am oberen Arkansas River. Hier begegnete er Trappern und Mountain Men. 1848 starb er an Dysenterie. 
1849 erschien sein Life in the Far West (deutsch: Trapperleben im fernen Westen). Dieses Buch inspirierte zahlreiche Westernautoren, insbesondere was die Darstellung der Trapper betrifft. Ein weiteres Werk, Adventures in Mexico and the Rocky Mountains, wurde bisher nicht ins Deutsche übersetzt.